# Hiroshi Mikitani
Hiroshi Mikitani (三木谷浩史 Mikitani Hiroshi, Kōbe, 11 de marzo de 1965) es un hombre de negocios y empresario japonés. Fundador y CEO del grupo Rakuten Inc. (楽天株式会社|Rakuten Kabushiki-gaisha), también preside el grupo Crimson, así como el club de fútbol Vissel Kobe, la orquesta filarmónica de Tokio y es miembro de la junta directiva de la compañía Lyft. Según Bloomberg Businessweek, Mikitani tiene una fortuna superior a $ 7 100 millones de dólares (2017).

## Biografía
Hiroshi Mikitani nació en 1965 y creció en la localidad de Kōbe, prefectura de Hyōgo, Japón. Su padre, Ryoichi Mikitani, economista, obtuvo un programa Fulbright en Estados Unidos. En ese país enseñó durante dos años en la Universidad Yale. Entre 1972 y 1974, la familia vivió en New Haven, Connecticut. Su madre, Setsuko, asistió a la escuela primaria en Nueva York antes de volver a Kōbe. Tras obtener un grado por la Universidad de Kōbe, trabaja para una sociedad comercial. Su hermana Ikuko es doctora en Medicina por la Universidad de Osaka. Su hermano Kenichi es profesor de Biología en la universidad de Tokio. Su abuelo fue cofundador de la multinacional Minolta.
Hiroshi Mikitani se graduó en 1988 por la Universidad de Tokio en un programa de Comercio. Es además máster en Administración de empresas por la Escuela de negocios Harvard en Cambridge, Massachusetts, en 1993.

## Carrera
Hiroshi Mikitani empezó trabajando en el Banco Industrial de Japón entre 1988 y 1996, con una parada entre 1991 y 1993, en que se dedicó a preparar el máster en la Universidad de Harvard. En 1996 salió del banco para poner en marcha su propia empresa de consultoría, Crimson Group. A raíz de la destrucción provocada por el Gran terremoto de Hanshin-Awaji, que atacó violentamente su localidad natal, Kobe, Mikitani se decidió a revitalizar con su esfuerzo la economía japonesa.

### Rakuten
En 1996, Hiroshi Mikitani comienza  a examinar varios modelos comerciales y decide lanzar una web comercial. El 7 de febrero de 1997, funda la sociedad de comercio electrónico MDM, Inc. con tres socios y un capital inicial de 250.000 dólares. El lanzamiento de la web comercial Rakuten Ichiba tuvo lugar el 1 de mayo de 1997. La sociedad es renombrada Rakuten, Inc. en 1999, y desde el año 2000 cotiza en el índice Jasdaq. Sus fuentes de inspiración siguen siendo eBay y Amazon.com., pero con solo trece tiendas y seis colaboradores no puede luchar contra los gigantes del comercio electrónico.
En 2010, cambia la orientación de Rakuten. Comienza a extenderse fuera de Japón con adquisiciones de empresas de comercio electrónico como Buy.com en Estados Unidos, PriceMinister en Francia, el servicio de libros Kobo, propiedad de la canadiense Ebates, y la aplicación de mensajería Viber), así como con la compra de participaciones minoritarias en websites de scrapbooking online como Pinterest y Lyft. En España, Rakuten ha realizado importantes inversiones en empresas de movilidad como Cabify y Glovo. En 2017, Rakuten contaba más de 14 000 empleados, más de 42 000 tiendas asociadas y con más de 100 millones de usuarios en Japón.

### Patrocinios deportivos
En 1995, se hizo cargo del club de fútbol de su localidad natal, Vissel Kobe. Con el tiempo, se hizo con la propiedad del mismo, a través de su empresa Crimson Group. En 2014, el equipo fue adquirido por Rakuten.
En 2004, Mikitani adquiere un nuevo equipo. En Sendai, adquiere el Tohoku Rakuten Golden Eagles, equipo de béisbol de la liga del Pacífico (Región de Tōhoku).

### Federación de empresarios
Desde 2004, Hiroshi Mikitani fue presidente de la Federación de organizaciones empresariales de Japón (Keidanren). En junio de 2011, como consecuencia de la catástrofe nuclear de Fukushima, abandona la federación, anunciando su decisión vía Twitter antes de enviar su carta oficial de dimisión.
El 1 de junio de 2012 nació la nueva Asociación japonesa de la nueva economía (JANE), con sede en Tokio, de la que es presidente.

## Honores y distinciones
- 2012 : Mikitani fue galardonado con el Alumni Achievement Award de la Escuela de negocios Harvard.[15]
- 2014 : Francia lo nombra caballero de la Legión de Honor.[16]
- 2017 : Mikitani recibe la medalla de la Orden del Mérito del Gran Ducado de Luxemburgo.
- 2017 : Mikitani es nombrado miembro del Consejo de competitividad industrial de Japón por el primer ministro, Shinzō Abe.[17]